# United Autosports
United Autosports è una squadra di corse di auto sportive, fondata dall'uomo d'affari e imprenditore americano Zak Brown e dall'ex pilota automobilistico britannico Richard Dean.
Nel 2021 ha corso nel Campionato del mondo endurance, European Le Mans Series e la Michelin Le Mans Cup. Dalla fondazione del team nel 2009, United Autosports ha gareggiato in diverse gare di alto profilo in tutto il mondo, tra cui la 24 Ore di Spa, la 12 Ore di Bathurst, la 12 Ore del Golfo , la 24 Ore di Dubai e la 24 Ore di Daytona
United Autosports inoltre prepara e gareggia anche con una serie di auto da corsa storiche in eventi in tutto il mondo, come la Rolex Monterey Motorsports Reunion e le Classiche di Le Mans e Silverstone.
United Autosports ha spesso ingaggiato piloti ospiti affermati per competere nelle auto da corsa del team in occasione di eventi chiave,  piloti che corrono in Formula 1 o ne hanno corso come Fernando Alonso, Paul di Resta, Brendon Hartley, Lando Norris, Johnny Herbert, Juan Pablo Montoya e Bruno Senna oppure piloti del IndyCar Series come Patricio O'Ward e Felix Rosenqvist.

## Storia
Già dal primo anno (2010) arrivano i primi podi per il team, arrivano terzo sia alla 24 Ore di Spa e nella 1000 km di Zhuhai e secondi nella categoria GT del Gran Premio di Macao. Nel 2011 il team collabora con Michael Shank Racing per correre la 24 Ore di Daytona, pur essendo la prima gara con i prototipi il team chiude quarto. Nei tre anni successivi il team corre solo in competizioni GT.
Il grande salto arriva nel 2016 con l'ingresso nella European Le Mans Series nella categoria LMP3, il team utilizza la vettura Ligier JS P3. L'equipaggio formato da Alex Brundle, Christian England e Mike Guasch vince tre gare e si laura campione nella propria categoria. Visto l'ottimo risultato ottenuto l'anno seguente nel ELMS il team schiera tre vetture, due nella LMP3 e una nella classe regina, la LMP2 con la Ligier JS P217. United Autosports si classifica secondo nella LMP2 e si riconferma vincendo ancora la categoria LMP3. Lo stesso anno con i piloti Will Owen, Hugo de Sadeleer e Filipe Albuquerque partecipano per la prima volta alla 24 Ore di Le Mans, arrivando quarti nella classe LMP2.
Il 2019 ha segnato un traguardo importante in quanto il team fa il suo ingresso completo nel Campionato del mondo endurance (Classe LMP2), con una Oreca 07 come vettura e Philip Hanson, Filipe Albuquerque e l'ex pilota di Formula 1 Paul Di Resta come piloti. Dopo i podi in Giappone e in Cina arriva in Bahrain la prima vittoria per il team. Il team chiude così secondo in classifica finale.
Il 2020 è anno più importante e vincente per il team, l'equipaggio formato da Filipe Albuquerque, Paul Di Resta e Phil Hanson vincono la 24 Ore di Le Mans 2020 nella classe LMP2. Ma i buoni risultati non sono finiti, vincendo ben 4 gare sulle otto corse il team si laure campione nel Campionato del mondo endurance 2019-2020, sempre nel LMP2. Nel luglio dello stesso anno il team United annuncia il suo ingresso nella serie Extreme E con Andretti Autosport, creando un nuovo team – Andretti United Extreme E.
Nel 2022 il team United Autosports prenderà parte alla 12 Ore del Golfo sul Circuito di Yas Marina con la McLaren 570S GT4, come piloti il team schiera i due piloti della Arrow McLaren SP, Patricio O'Ward e Felix Rosenqvist affiancati dai due fondatori, Zak Brown e Richard Dean.

### Risultati 24 Ore di Le Mans
| Anno | Team                  | N. | Auto                  | Pilota                                         | Classe | Giri | Pos. | Class Pos. |
| ---- | --------------------- | -- | --------------------- | ---------------------------------------------- | ------ | ---- | ---- | ---------- |
| 2017 | United Autosports     | 32 | Ligier JS P217-Gibson | Will Owen Hugo de Sadeleer Filipe Albuquerque  | LMP2   | 362  | 5°   | 4°         |
| 2018 | United Autosports     | 22 | Ligier JS P217-Gibson | Philip Hanson Paul di Resta Filipe Albuquerque | LMP2   | 288  | DNF  | DNF        |
| 2018 | United Autosports     | 32 | Ligier JS P217-Gibson | Hugo de Sadeleer Will Owen Juan Pablo Montoya  | LMP2   | 365  | 7°   | 3°         |
| 2019 | United Autosports     | 22 | Ligier JS P217-Gibson | Philip Hanson Paul di Resta Filipe Albuquerque | LMP2   | 364  | 9°   | 4°         |
| 2019 | United Autosports     | 32 | Ligier JS P217-Gibson | Ryan Cullen Alex Brundle Will Owen             | LMP2   | 348  | 19°  | 14°        |
| 2020 | United Autosports     | 22 | Oreca 07-Gibson       | Philip Hanson Paul di Resta Filipe Albuquerque | LMP2   | 370  | 5°   | 1°         |
| 2020 | United Autosports     | 32 | Oreca 07-Gibson       | Will Owen Alex Brundle Job van Uitert          | LMP2   | 359  | 17°  | 13°        |
| 2021 | United Autosports     | 22 | Oreca 07-Gibson       | Filipe Albuquerque Philip Hanson Fabio Scherer | LMP2   | 328  | 40°  | 18°        |
| 2021 | United Autosports     | 23 | Oreca 07-Gibson       | Wayne Boyd Alex Lynn Paul di Resta             | LMP2   | 361  | 9°   | 4°         |
| 2021 | United Autosports USA | 32 | Oreca 07-Gibson       | Jonathan Aberdein Nico Jamin Manuel Maldonado  | LMP2   | 75   | DNF  | DNF        |